# Comté de Corowa
Le comté de Corowa (en anglais : Corowa Shire) est une ancienne zone d'administration locale située dans l'État de Nouvelle-Galles du Sud en Australie.
Situé dans la Riverina, le comté était baigné par le Murray et traversé par la Riverina Highway. Il comprenait les villes de Corowa et Mulwala, ainsi que les localités de  Balldale, Coreen, Daysdale, Howlong et Rennie.  
Il avait été créé en 1955 par la fusion de la municipalité de Corowa et du comté de Coreen. Le 12 mai 2016, il est supprimé et fusionne avec le comté d'Urana pour former la nouvelle zone d'administration locale du conseil de Federation.